# Phelsuma serraticauda
Phelsuma serraticauda är en ödleart som beskrevs av  Mertens 1963. Phelsuma serraticauda ingår i släktet Phelsuma och familjen geckoödlor. IUCN kategoriserar arten globalt som starkt hotad. Inga underarter finns listade i Catalogue of Life.